# Jun Hye-kyung
Jun Hye-kyung (auch Jeon Hyekyung, koreanisch 전혜경; * 17. November 1977 in Incheon) ist eine ehemalige südkoreanische Tischtennisspielerin. Sie wurde 2008 koreanische Vize-Meisterin und gewann bei der Weltmeisterschaft 2001 eine Bronzemedaille mit der Mannschaft.
In der Saison 2008/09 spielte Jun Hye-kyung in der deutschen Bundesliga für den Verein TuS Bad Driburg.

## Turnierergebnisse
| Verband | Veranstaltung     | Jahr | Ort      | Land | Einzel    | Doppel    | Mixed      | Team |
| ------- | ----------------- | ---- | -------- | ---- | --------- | --------- | ---------- | ---- |
| KOR     | Weltmeisterschaft | 2005 | Shanghai | CHN  | letzte 64 | letzte 32 | letzte 128 |      |
| KOR     | Weltmeisterschaft | 2003 | Paris    | FRA  |           | letzte 16 | letzte 128 |      |
| KOR     | Weltmeisterschaft | 2001 | Osaka    | JPN  | letzte 64 | letzte 32 | letzte 128 | 3    |
| KOR     | Pro Tour          | 2004 | Zagreb   | HRV  |           | Gold      |            |      |